# 毛梅勒鎮區 (阿肯色州克雷格黑德縣)
毛梅勒鎮區（英語：Maumelle Township）是位於美國阿肯色州克雷格黑德縣的一個行政鎮區。

## 地方資料
毛梅勒鎮區的面積為94.46平方千米，當中陸地面積為94.31平方千米，而水域面積為0.15平方千米。根據2010年美國人口普查的數據，當地共有人口2260人，而人口密度為每平方千米23.93人。